# Amphiodia acutispina
Amphiodia acutispina är en ormstjärneart som beskrevs av Jean Baptiste François René Koehler 1914. Amphiodia acutispina ingår i släktet Amphiodia och familjen trådormstjärnor. Inga underarter finns listade i Catalogue of Life.